# Трстена

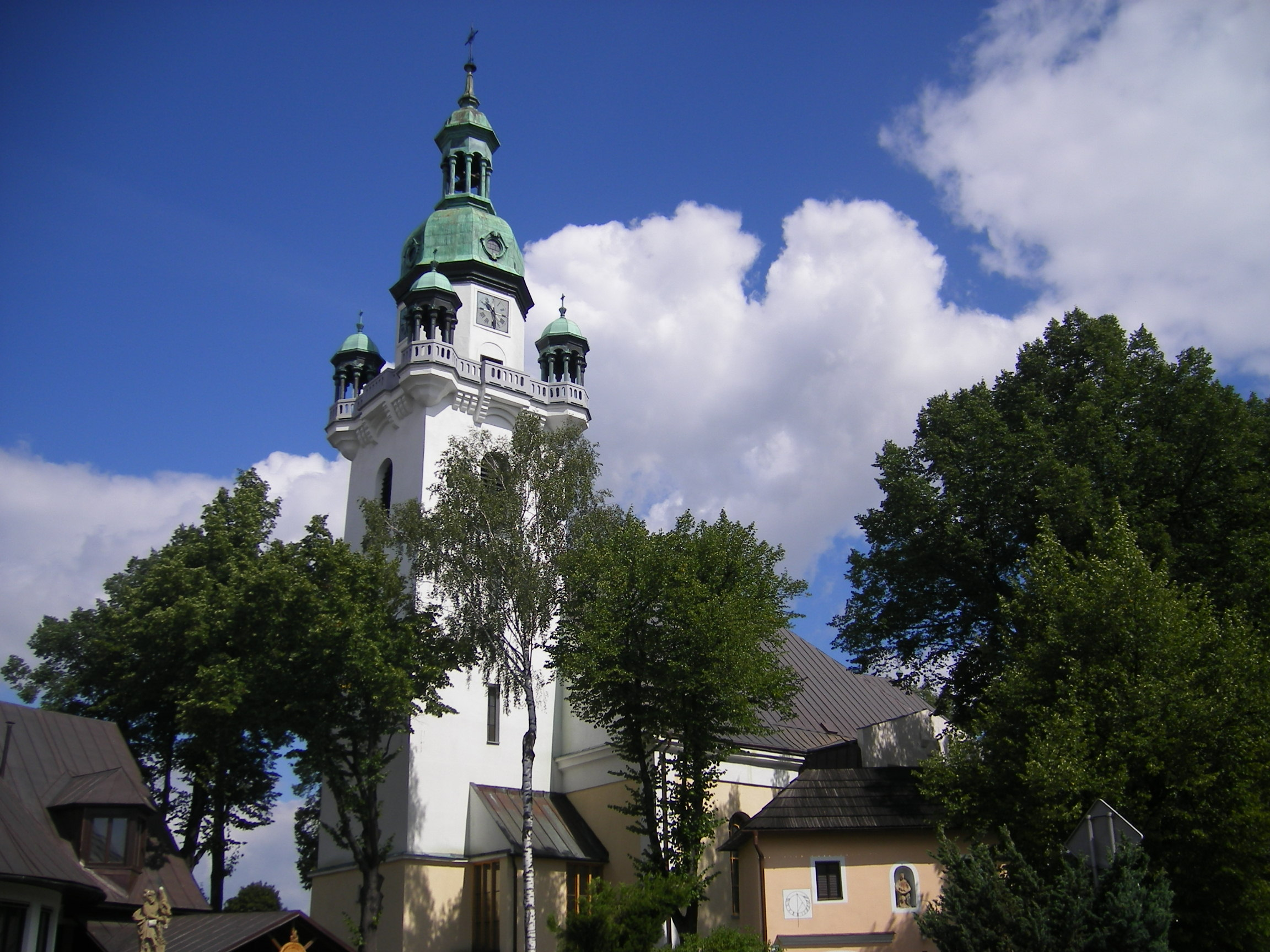
Костёл

Трстена (словац. Trstená, нем. Bingenstadt, венг. Trsztena) — город в северной Словакии у подножья Оравской Магуры у границы с Польшей. Население — около 7,4 тысяч человек.

## Название
Название происходит от слова «трсть» — тростник, и переводится как «тростниковая». Необычным для русского уха является факт, что ударение падает на согласный (слоговой сонант) р.

## История
Трстена была основана в 1371 как торговый городок. В средние века в Трстене были основаны цех горшечников, изделия которого были известны по целой Словакии. Интересно, что эта традиция сохранилась и сейчас.

## Население
| Год:                | 1994 | 2004    | 2014    | 2024    |
| ------------------- | ---- | ------- | ------- | ------- |
| Количество человек: | 7002 | 7579    | 7429    | 6953    |
| Разница:            |      | +8,24 % | −1,97 % | −6,40 % |

## Достопримечательности
- Приходской костёл св. Мартина
- Костёл св. Георгия
- Монастырь францисканцев
- Синагога

## Уроженцы
- Гаттала, Мартин (1821—1903) — словацкий учёный-славист, филолог, языковед, педагог. Член-корреспондент Санкт-Петербургской академии наук.

## Города-побратимы
- Чехия Жировнице Чехия
- Горжице, Чехия